# 푸홀

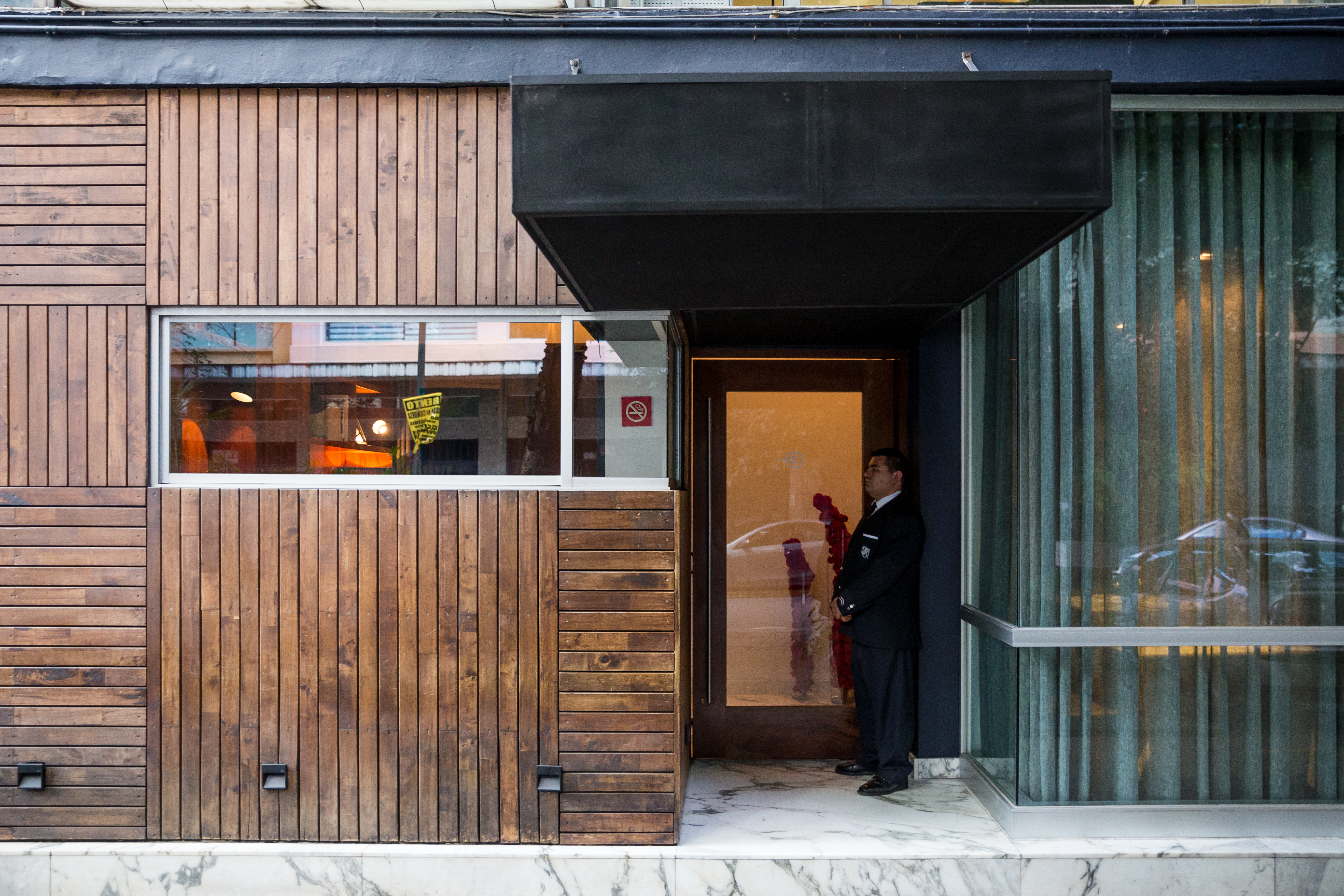
푸홀 입구

푸홀(Pujol)은 월스트리트 저널이 멕시코 시티에서 최고로 선정한 멕시코 레스토랑이다.
이 레스토랑은 미국 요리 연구소(Culinary Institute of America)에서 교육을 받고 에어로멕시코(Aeromexico) 항공사의 비즈니스석 기내 메뉴를 감독하는 셰프 엔리케 올베라(Enrique Olvera)가 운영한다. 푸홀은 멕시코의 풍부한 요리 역사에 경의를 표하는 토착 재료로 만든 세련되고 우아한 접시로 멕시코 요리를 제공한다.

## 같이 보기
- 로컬 푸드